# Wenezuela na Letnich Igrzyskach Olimpijskich 1976
Wenezuelę na Letnich Igrzyskach Olimpijskich 1976 reprezentowało 32 zawodników, 23 mężczyzn i 9 kobiet. Reprezentanci Wenezueli zdobyli 1 srebrny medal na tych igrzyskach.

## Zdobyte medale
| Medal  | Zawodnik      | Dyscyplina sportowa | Konkurencja                |
| ------ | ------------- | ------------------- | -------------------------- |
| Srebro | Pedro Gamarro | Boks                | waga połśrednia (do 67 kg) |

## Skład kadry

### Boks
Mężczyźni
- Armando Guevara

waga papierowa, do 48 kg (odpadł w ćwierćfinale; wygrał z Eduardo Baltarem z Filipin i z Dietmarem Geilichem z NRD, przegrał z Li Byong-ukiem z Korei Północnej)
- Alfredo Pérez

waga musza, do 51 kg (odpadł w ćwierćfinale; wygrał z Ernesto Riosem z Meksyku i z Georgim Kostadinowem z Bułgarii, przegrał z Leszkiem Błażyńskim z Polski)
- Jovito Rengifo

waga kogucia, do 54 kg (odpadł w 2 rundzie; przegrał z Orlando Martínezem z Kuby)
- Angel Pacheco

waga piórkowa, do 57 kg (odpadł w 3 rundzie; wygrał z Sandalio Calderonem z Kolumbii i z Carlosem Calderonen z Portoryko,  przegrał z Ángelem Herrerą z Kuby)
- Nelson Calzadilla

waga lekka, do 60 kg (odpadł w 3 rundzie; wygrał z Ernesto Gonzálezem z Nikaragui i przegrał z Simionem Cuțovem z Rumunii)
- Jesús Navas

waga lekkopółśrednia, do 63,5 kg (odpadł w 2 rundzie; przegrał z Ulrichem Beyerem z NRD)
- Pedro Gamarro

waga półśrednia, do 67 kg, zdobył srebrny medal (pokonał kolejno Marijana Beneša z Jugosławii, Emilio Correę z Kuby, Clintona Jacksona z USA i Reinharda Skriceka z RFN, przegrał w finale z Jochenem Bachfeldem z NRD)
- Alfredo Lemus

waga lekkośrednia, do 71 kg (odpadł w ćwierćfinale; wygrał z Robbie Daviesem z W. Brytanii i przegrał z Wiktorem Sawczenko z ZSRR)
- Fulgencio Obelmejias

waga średnia, do 75 kg (odpadł w 1 rundzie; przegrał z Luisem Martínezem z Kuby)
- Ernesto Sánchez

waga półciężka, do 81 kg (odpadł w 1 rundzie; przegrał z Georgim Stoimenowem z Bułgarii)

### Judo
Mężczyźni
- Manuel Luna

waga lekka, do 63 kg (odpadł w eliminacjach; przegrał z Marianem Standowiczem z Polski)
- Walter Huber

waga średnia, do 80 kg (odpadł w eliminacjach; wygrał z Fritzem Kaiserem z Liechtensteinu i przegrał z José Luisem de Frutosem z Hiszpanii)

### Kolarstwo
Mężczyźni
- Ramón Noriega

kolarstwo szosowe, wyścig ze startu wspólnego (53. miejsce)
- José Ollarves

kolarstwo szosowe, wyścig ze startu wspólnego (83. miejsce)
- Justo Galaviz

kolarstwo szosowe, wyścig ze startu wspólnego (nie ukończył)
- Nicolas Reidtler

kolarstwo szosowe, wyścig ze startu wspólnego (nie ukończył)
- Jesús Escalona, Justo Galaviz, José Ollarves, Serafino Silva

wyścig drużynowy na 100 km na czas (zajęli 21. miejsce)

### Lekkoatletyka
Kobiety
- Lucía Vaamonde

bieg na 100 metrów przez płotki (odpadła w eliminacjach)

### Pływanie
Mężczyźni
- Ramón Volcan

100 m stylem dowolnym (odpadł w eliminacjach)
100 m stylem grzbietowym (odpadł w eliminacjach)
- Luis Goicoechea

200 m stylem dowolnym (odpadł w eliminacjach)
100 m stylem motylkowym (odpadł w eliminacjach)
- Glen Sochasky

100 m stylem klasycznym (odpadł w eliminacjach)
- Hugo Cuenca

200 m stylem motylkowym (odpadł w eliminacjach)
- Ramón Volcan, Andrés Arraez, Glen Sochasky, Luis Goicoechea

sztafeta 4 × 200 metrów stylem dowolnym (odpadła w eliminacjach)
- Ramón Volcan, Glen Sochasky, Luis Goicoechea, Andrés Arraez

sztafeta 4 × 100 metrów stylem zmiennym (odpadła w eliminacjach)
Kobiety
- Marianela Huen

100 m stylem dowolnym (odpadła w eliminacjach)
100 m stylem motylkowym (odpadła w eliminacjach)
- Ivis Poleo

100 m stylem dowolnym (odpadła w eliminacjach)
- María Pérez

200 m stylem dowolnym (odpadła w eliminacjach)
400 m stylem dowolnym (odpadła w eliminacjach)
- Vania Vázquez

200 m stylem dowolnym (odpadła w eliminacjach)
- Paola Ruggieri

100 m stylem grzbietowym (odpadła w eliminacjach)
200 m stylem grzbietowym (odpadła w eliminacjach)
- Dacyl Pérez

100 m stylem klasycznym (odpadła w eliminacjach)
200 m stylem klasycznym (odpadła w eliminacjach)
- María Hung

100 m stylem motylkowym (odpadła w eliminacjach)
200 m stylem motylkowym (odpadła w eliminacjach)
- Vania Vázquez, Ivis Poleo, Marianela Huen, María Pérez

sztafeta 4 × 100 metrów stylem dowolnym (odpadła w eliminacjach)
- Paola Ruggieri, Dacyl Pérez, Marianela Huen, Vania Vázquez

sztafeta 4 × 100 metrów stylem zmiennym (odpadła w eliminacjach)

### Skoki do wody
Kobiety
- Aura Dinisio

skoki z trampoliny (zajęła 26. miejsce)